# Choerodon

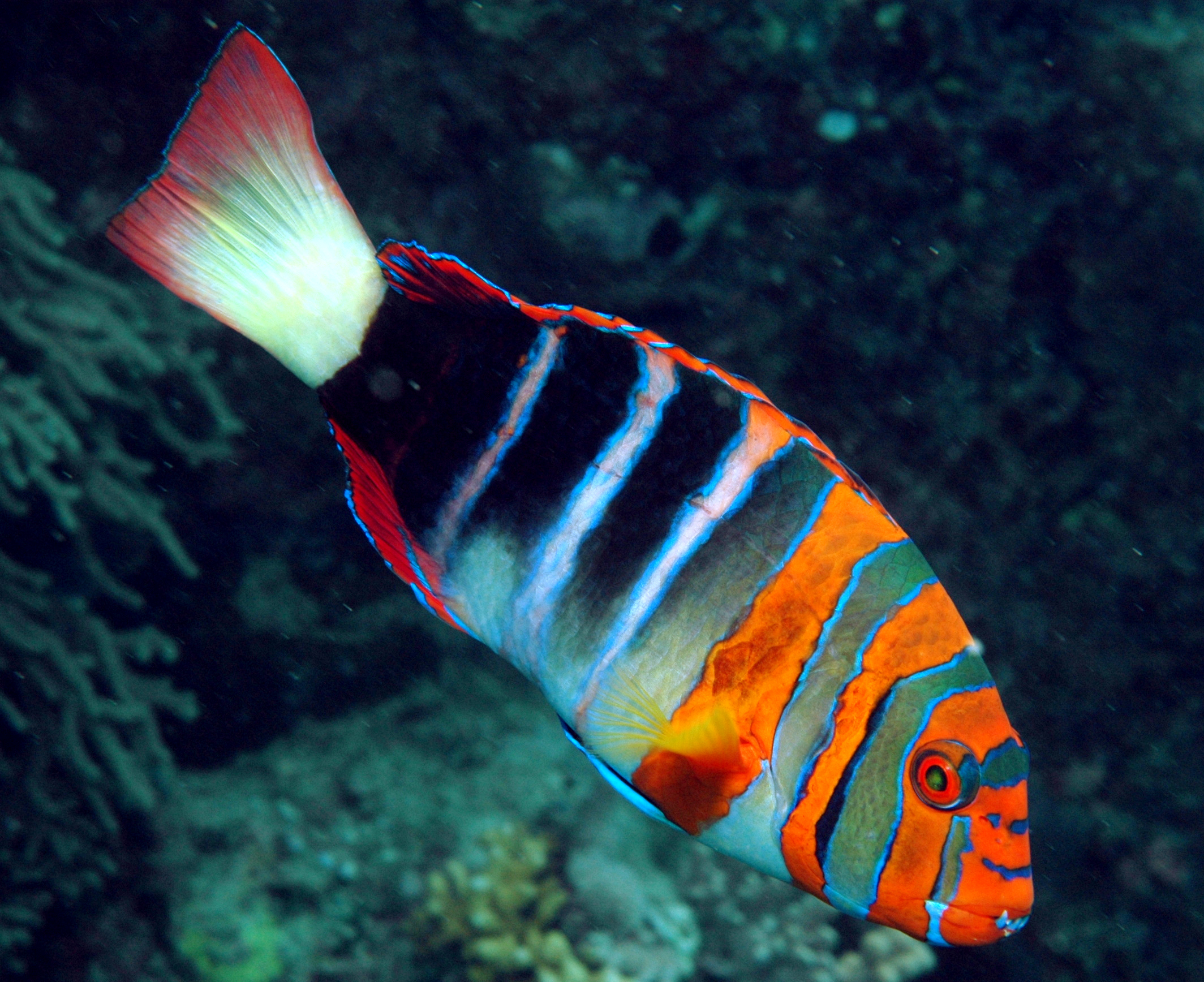
Choerodon fasciatus

Choerodon Bleeker, 1845  è un genere di pesci di acqua salata appartenenti alla famiglia Labridae.

## Distribuzione
Provengono dalle barriere coralline dell'oceano Pacifico e dell'oceano Indiano.

## Tassonomia
Questo genere comprende 28 specie:
- Choerodon anchorago (Bloch, 1791)
- Choerodon aurulentus Gomon, 2017
- Choerodon azurio (Jordan & Snyder, 1901)
- Choerodon cauteroma Gomon & Allen, 1987
- Choerodon cephalotes (Castelnau, 1875)
- Choerodon cyanodus (Richardson, 1843)
- Choerodon cypselurus Gomon, 2017
- Choerodon fasciatus (Günther, 1867)
- Choerodon frenatus Ogilby, 1910
- Choerodon gomoni Allen & Randall, 2002
- Choerodon graphicus (De Vis, 1885)
- Choerodon gymnogenys (Günther, 1867)
- Choerodon japonicus (Kamohara, 1958)
- Choerodon jordani (Snyder, 1908)
- Choerodon margaritiferus Fowler & Bean, 1928
- Choerodon melanostigma Fowler & Bean, 1928
- Choerodon monostigma Ogilby, 1910
- Choerodon oligacanthus (Bleeker, 1851)
- Choerodon paynei Whitley, 1945
- Choerodon robustus (Günther, 1862)
- Choerodon rubescens (Günther, 1862)
- Choerodon schoenleinii (Valenciennes, 1839)
- Choerodon skaiopygmaeus Gomon, 2017
- Choerodon sugillatum Gomon, 1987
- Choerodon venustus (De Vis, 1884)
- Choerodon vitta Ogilby, 1910
- Choerodon zamboangae (Seale & Bean, 1907)
- Choerodon zosterophorus (Bleeker, 1868)

## Conservazione
La maggior parte delle specie di questo genere non sono a rischio di estinzione; ma C. azurio, C.gymnogenys e C. paynei sono classificati dalla lista rossa IUCN come "dati insufficienti" (DD), ma per C. azurio viene specificato che probabilmente è a rischio a causa della pesca eccessiva. Invece, per C. schoenleinii la situazione è diversa e viene classificato come "prossimo alla minaccia" (NT) perché viene pescato frequentemente nonostante le misure che cercano di limitarne la cattura eccessiva.